# 羅伯特·貝里奇
羅伯特·貝里奇（1991年6月17日—）是一位斯洛文尼亞足球運動員，在場上的位置是前鋒。他現在效力於中超球隊長春亞泰。他也代表斯洛文尼亞國家足球隊參賽。